# 陳孝寬
河東王陳孝寬	（6世紀—7世紀），吳興郡長城縣人，南朝陳河東康簡王陳叔獻之子。

## 生平
南朝陳太建十二年十二月庚辰（581年1月19日），河東王陳叔獻去世。至德元年（583年），陳孝寬服闋，襲封河東嗣王。禎明三年（589年），陳朝滅亡，陳孝寬被遷入關內。
隋煬帝大業中，陳孝寬任汶城縣令。